# Bruno Mbanangoyé Zita
Bruno Mbanangoyé Zita (né le 15 juillet 1980 à Port-Gentil) est un footballeur gabonais évoluant au poste de milieu de terrain et qui joue actuellement pour le club biélorusse du FK Dynamo Minsk.